# 雪帶
43°N 78°W / 43°N 78°W

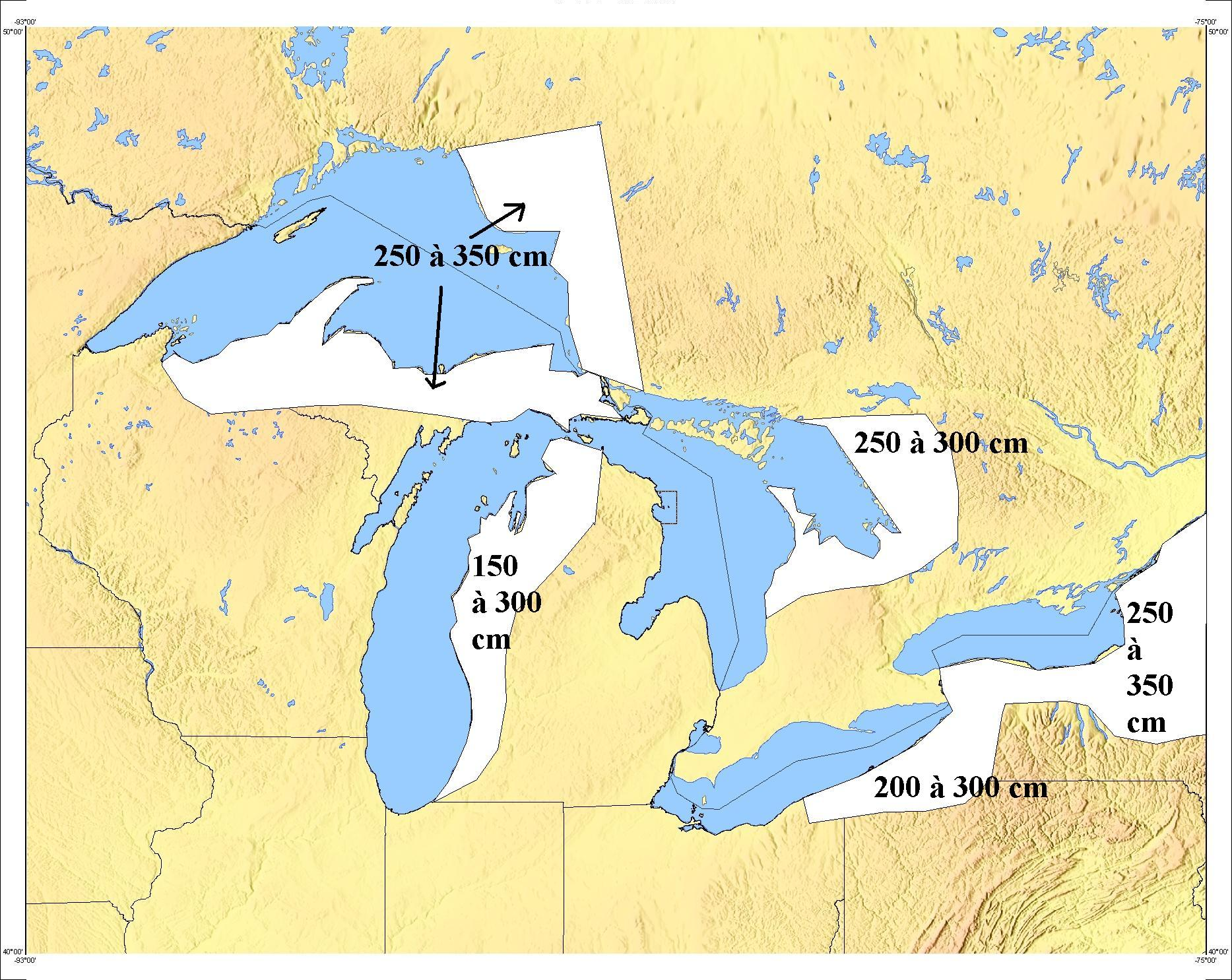
该地图显示了北美五大湖周围降雪量150 cm的雪带范围，冬季积聚的量可能更多

雪帶（英語：Snowbelt，又譯冰雪地帶）是北美五大湖周圍的一片地區，其中因為大湖效應，暴雪尤为常见。雪帶一般在湖的顺风方向，主要是在东岸和南岸附近。

## 成因

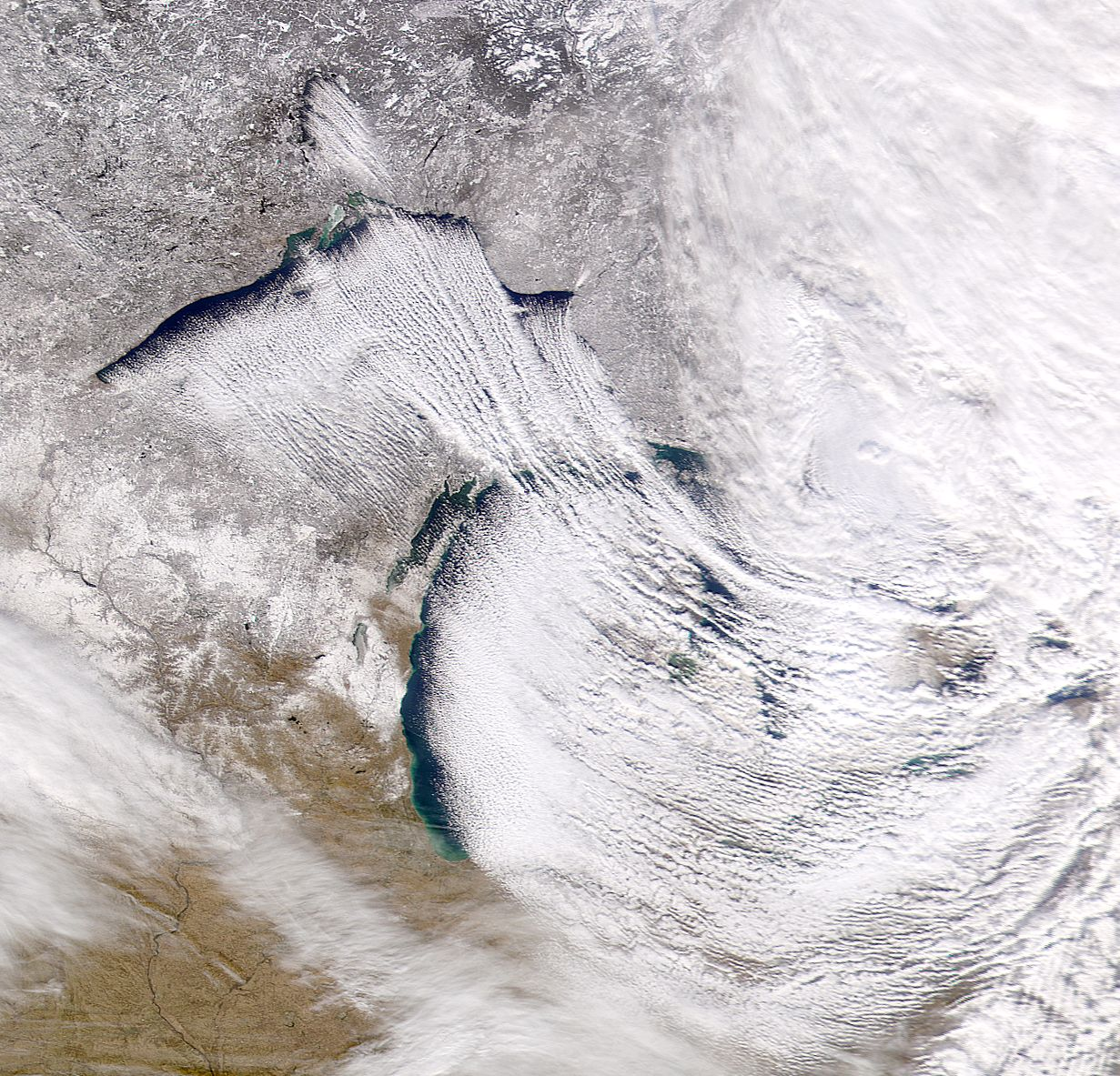
大湖效應降雪是該地區被稱為「雪帶」的原因

冷空气在较暖的水上移动時會帶走水汽，移動陆地上時冷卻，形成大湖效应导致的降雪。只要气温低于水温，除非湖面结冰，否則整个冬季都會形成雪飑，天空會持續多雲。

## 范围

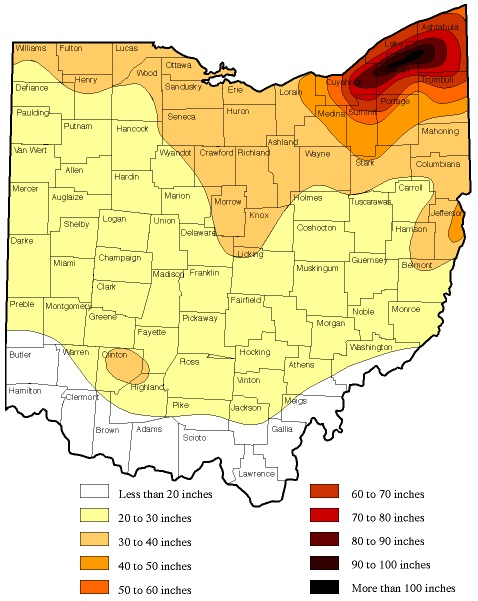
俄亥俄州东北部一级和二级雪带

美国的雪带位于伊利湖东南部的俄亥俄州克利夫兰到纽约州水牛城一带，以及安大略湖南部的纽约州罗切斯特、锡拉丘兹到由提卡并向北延伸至纽约州沃特敦。美国的其他雪带位于密歇根湖东岸自印第安纳州加里市向北经西密西根和北密歇根至麦基诺水道北岸，苏必利尔湖东岸和南岸自威斯康辛州西北部经密西根上半島北部，以及犹他州大盐湖南岸和东岸。
雪带的一部分位于加拿大安大略省，其中包括苏必利尔湖东岸的蘇聖瑪麗向北至瓦瓦，以及休伦湖和喬治亞灣的东岸和南岸从帕里湾到伦敦。在冬季，西北风经常导致道路封闭，休伦湖沿岸的安大略21號省道和乔治亚湾以南岸的安大略26號省道至安大略省巴里受到严重影响。当主要风向为西南风时，尼亞加拉半島和安大略湖的东北海岸受到大雪的袭击尤其严重。
伊利湖是五个大湖中第二小的湖，也是最浅的湖，在冬天能够完全冻结。一旦结冰，伊利湖以东和以南的陆地上受湖影响的积雪将暂时缓解。但出现破坏性的冬季风暴的可能性仍然存在。袭击水牛城都市圈的1977年暴雪就是伊利湖上的大风吹起粉末雪的直接结果，当时伊利湖结冰比正常时候要早。该地区本身在暴雪期间并无明显降雪。

## 滑雪产业
水牛城和多伦多等主要城市附近的雪带地区已建立起了健康的滑雪产业。伊利/安大略省的雪带延伸到阿勒格尼高原北坡，使这片地区有了一个绰号：Ski country（滑雪之国）。在乔治亚湾南部，蓝山尼亞加拉斷崖和奥罗冰碛上都有滑雪胜地。

## 北美以外
日本北海道岛的西侧和俄罗斯的堪察加半島的西侧有受海洋影响的降雪。西伯利亚冬季的高压系统从那里吹来的冷风在穿越日本海和鄂霍次克海时吸收了水分，并在日本的“雪国”以降雪的形式释放出来。
瑞典的东海岸可能会受到类似条件的影响，特别是在初冬波罗的海冰很少时。